# Molophilus (Molophilus) bubbera
Molophilus (Molophilus) bubbera is een tweevleugelige uit de familie steltmuggen (Limoniidae). De soort komt voor in het Australaziatisch gebied.